# Gios

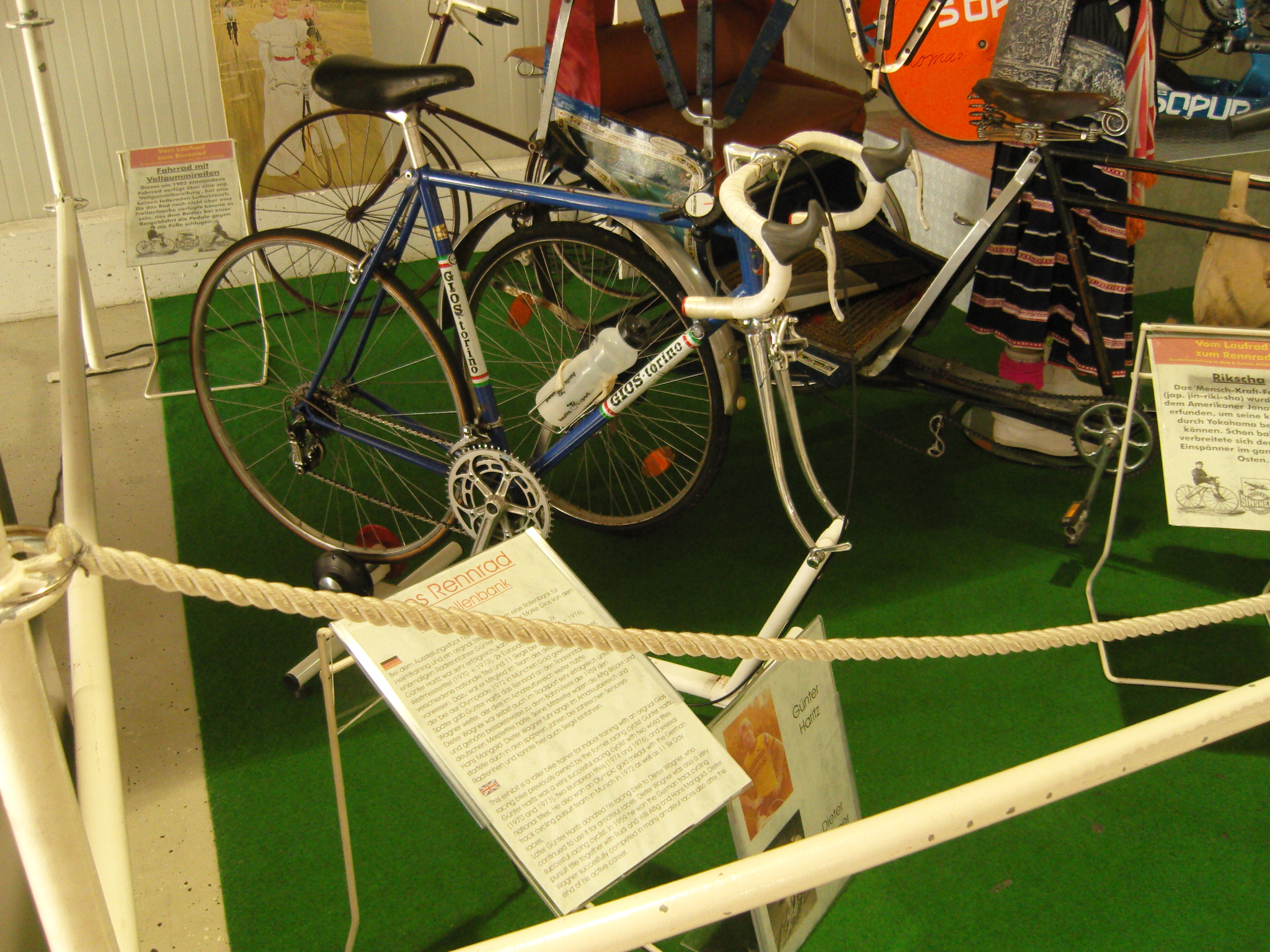
Trainingsrad des Profiradfahrers und Olympiasiegers (Vierer-Verfolgung 1972) Günter Haritz: Gios-Rahmen in Gios-Blau mit Torino-Aufschrift

Restauriertes Torino Baujahr 1987

 Die Firma Gios ist italienischer Fahrradhersteller. Ursprünglich hatte die Manufaktur ihren Sitz in der Provinz Turin. Gios ist spezialisiert auf die Herstellung von Rennrädern. Die Räder sind größtenteils in einem charakteristischen Blau lackiert, wodurch sich in der Radszene der Begriff des Gios-blau etabliert hat.
Unter dem Markennamen der Dachmarke Gios werden heute zwei Produktlinien vertrieben: Gios für den weltweiten Markt und Gios Torino ausschließlich für den italienischen Markt.

## Geschichte
Im Jahre 1948 legte Tolmino Gios den Grundstein der Firma zunächst mit einem Fahrradladen. Seit Anfang der 1970er hat sich das Unternehmen auf Rennräder spezialisiert und stellt seitdem das Material für diverse Rennställe. Die größten Erfolge erreichten Gios-Fahrräder in den späten 1970ern mit den Brooklyn- und IJsboerke-Rennställen. Mit Brooklyn auf Gios-Rädern fuhren Roger De Vlaeminck und Patrick Sercu. De Vlaeminck gewann in dieser Zeit dreimal Paris–Roubaix auf einem Gios-Rad sowie Mailand–Sanremo, die Flandern-Rundfahrt und die Lombardei-Rundfahrt. Er wurde Zweiter der Straßen-WM der Profis, gewann mehrere Etappen sowie zweimal die Punktewertung beim Giro d’Italia. Aus dieser Zeit stammt auch die blaue Farbe der Gios-Rahmen, da diese nach Meinung der damaligen Inhaber am besten zum Blau-Weiß-Rot des Brooklyn-Teams passte. Mit IJsboerke fuhr Didi Thurau auf einem Gios-Rad. Er gewann darauf unter anderem Lüttich–Bastogne–Lüttich. Zu Beginn der 1980er etablierte sich das Team Vermeer-Thijs-Gios auf Gios-Rädern mit Fahrern wie Michel Pollentier und Fons de Wolf, Ende der 1980er wurde die Zusammenarbeit mit dem Team Jolly Componibilli Club-´88 mit Fahrern wie Roberto Visentini und Stefano Colage erneuert. Anfang der 1990er fuhr Stephen Roche auf Gios-Rädern, später – Mitte bis Ende der 1990er Jahre – fuhren Kelme-Fahrer (u. a. Fernando Escartín, Roberto Heras, Laudelino Cubino, Juan Carlos Domínguez, Chepe González, Santiago Botero, Oscar Sevilla, José Luis Rubiera) auf Gios-Rädern, gefolgt Ángel Edo, Melchor Mauri, Claus Moller, Fabian Jeker des Teams Maia Milaneza.
Von 2002 bis 2004 ist Ivan Quaranta auf Gios-Rädern beim Team Formaggi-Pinzolo Fiave erfolgreich, gefolgt vom Team Relax mit Fahrern wie Oscar Sevilla, Francisco Mancebo, Santiago Pérez und Daniel Moreno.
Beginnend mit dem Jahr 2010 gab es einen Neustart der Marke Gios auf dem internationalen Markt. Maßgeblich beeinflusst wurde dies durch die strategische Zusammenarbeit des Firmeninhabers Alfredo Gios mit einem japanischen Unternehmen und der Schaffung moderner Vertriebsstrukturen u. a. in Deutschland.
Parallel zur internationalen Marke existiert noch der von Aldo und Marco Gios betriebene Fahrradladen Gios-Torino in Volpiano bei Turin.